# Anthony Mundine
Anthony Mundine (* 21. Mai 1975 in Newtown, New South Wales) ist ein australischer Profiboxer und ehemaliger, zweifacher Weltmeister der WBA im Supermittelgewicht.

## Familie
Sein Vater ist der ehemalige Profiboxer Tony Mundine (* 1951), der seine Karriere 1984 mit einer Bilanz von 80 Siegen in 96 Kämpfen beendete. Er war australischer Meister in vier Gewichtsklassen, Commonwealth-Champion in zwei Gewichtsklassen und WM-Herausforderer von WBA-Titelträger Carlos Monzón.
Einer seiner Cousins ist der Rugby-League-Spieler Blake Ferguson (* 1990).

## Rugby-Karriere
Anthony Mundine war von 1993 bis 2000 professioneller Rugby-League-Spieler der National Rugby League (NRL), der höchsten professionellen Rugby-League-Spielklasse in Australien. Mit den St. George Illawarra Dragons stand er 1996 und 1998 jeweils im Grand Final, das jedoch beide Male verlorenging. 1997 bestritt er auch 18 Spiele für die Brisbane Broncos, denen im selben Jahr auch der Gewinn der Super League gelang. Während seiner Rugbyzeit entstand auch sein Spitzname „The Man“. Bis zu seinem Wechsel zum Boxsport, war er der höchstbezahlte Spieler der NRL.

## Box-Karriere
Vor und während seiner Rugbyzeit trainierte er als Amateurboxer im Boxclub seines Vaters, bestritt allerdings insgesamt nur vier Amateurkämpfe, ehe er sich im Sommer 2000 dem Profiboxsport zuwandte. Sein Debüt gewann er durch K. o. in der vierten Runde gegen den in 21 Kämpfen erfahrenen Gerrard Zohs. Nach drei weiteren Siegen gewann er im Februar 2001 die australische Meisterschaft im Supermittelgewicht durch einen vorzeitigen Sieg gegen Marc Bargero (Bilanz: 23-7). In seinem nächsten Kampf im April desselben Jahres, gewann er zudem durch K. o. in der dritten Runde gegen Timo Masua (13-3) den PABA-Titel im Supermittelgewicht. Auch seine nächsten drei Kämpfe konnte er für sich entscheiden, wobei er mit einem Punktesieg gegen Sam Soliman den Pan-pazifischen Meistertitel der IBF im Supermittelgewicht gewann.
Mit einer Bilanz von 10-0 (9.K.o.) boxte er am 1. Dezember 2001 in Dortmund als Herausforderer um die Weltmeisterschaft der IBF im Supermittelgewicht, verlor jedoch gegen den deutschen Titelträger Sven Ottke (24-0) durch K. o. in der zehnten Runde. Doch durch acht anschließende Siege und weiteren regionalen Titelgewinnen (Pan-African- und Fedelatin-Champion der WBA) erhielt er am 3. September 2003 in Sydney eine erneute WBA-WM-Chance im Supermittelgewicht gegen Antwun Echols (29-4) aus den USA. Der WM-Titel war vakant, da Ottke inzwischen zum Superweltmeister der WBA aufgestiegen war. Mundine gewann den Titel schließlich einstimmig nach Punkten und verteidigte ihn am 19. Januar 2004 vorzeitig gegen den Japaner Yoshinori Nishizawa (24-13).
In seiner zweiten Titelverteidigung am 5. Mai 2004, verlor er jedoch seinen Titel durch knappe Punktniederlage an den Puerto-Ricaner Manny Siaca (17-4). Durch drei folgende K.o.-Siege durfte er am 8. Juni 2005 erneut um den WBA-Titel im Supermittelgewicht antreten, unterlag jedoch dem neuen Titelträger Mikkel Kessler (35-0) nach Punkten. Bis Ende 2006 besiegte er unter anderem Rashid Matumla (31-7), Rico Nee (10-6), Danny Green (21-2) und Ruben Acosta (12-1).
Am 7. März 2007 boxte er erneut um die vakante WBA-WM im Supermittelgewicht gegen Sam Soliman und gewann durch K. o. in der neunten Runde. Er verteidigte den Titel gegen Pablo Nievas (17-1), Jose Clavero (27-5), Nader Hamdan (40-5) und in einem Rückkampf gegen Soliman, ehe er den Titel niederlegte um im Mittelgewicht zu boxen. Nach weiteren Siegen gegen Toshiharu Kaneyama (28-4) und Rafael Pintos (31-2), gewann er im Februar 2009 gegen Shannan Taylor (48-6) die Internationale WBA-Meisterschaft im Mittelgewicht. Am 27. Mai 2009 besiegte er Daniel Geale (21-0) und wurde dadurch Weltmeister der IBO im Mittelgewicht.
Nach vier folgenden Siegen, unter anderem gegen Robert Medley (27-2) und Ryan Waters (20-2), verlor er im Dezember 2010 überraschend durch K. o. gegen Garth Wood (9-1). Nachdem er diesen im Rückkampf besiegt hatte, gewann er auch gegen Xavier Toliver (23-6) und Rigoberto Álvarez (27-3). Dadurch wurde er auch Interimweltmeister der WBA im Halbmittelgewicht. Im Juli 2012 besiegte er zudem Bronco McKart (54-9) und gewann damit die Nordamerikanische Meisterschaft der IBF im Mittelgewicht.
Am 30. Januar 2013 unterlag er beim Kampf um die IBF-WM im Mittelgewicht gegen Daniel Geale, besiegte jedoch im November noch Shane Mosley vorzeitig. Im April 2014 unterlag er nach Punkten gegen Joshua Clottey (37-4).
Im November 2014 besiegte er knapp den ungeschlagenen Sergey Rabchenko (25-0), verlor jedoch im November 2015 gegen Charles Hatley (25-1). Anschließend stieg er erst im Februar 2017 wieder in den Ring und verlor durch Mehrheitsentscheidung gegen Danny Green (35-5).
Im Januar 2018 schlug er Tommy Browne (36-6) beim Kampf um den Oriental-Titel der WBO im Mittelgewicht.

## Auftritte außerhalb des Sports
2002 nahm Mundine an der australischen Version von Celebrity Big Brother teil. 2018 nahm er an der vierten Staffel der australischen Fernsehshow I’m a Celebrity…Get Me Out of Here! teil.